# Syndrome KBG
Pour les articles homonymes, voir KBG.

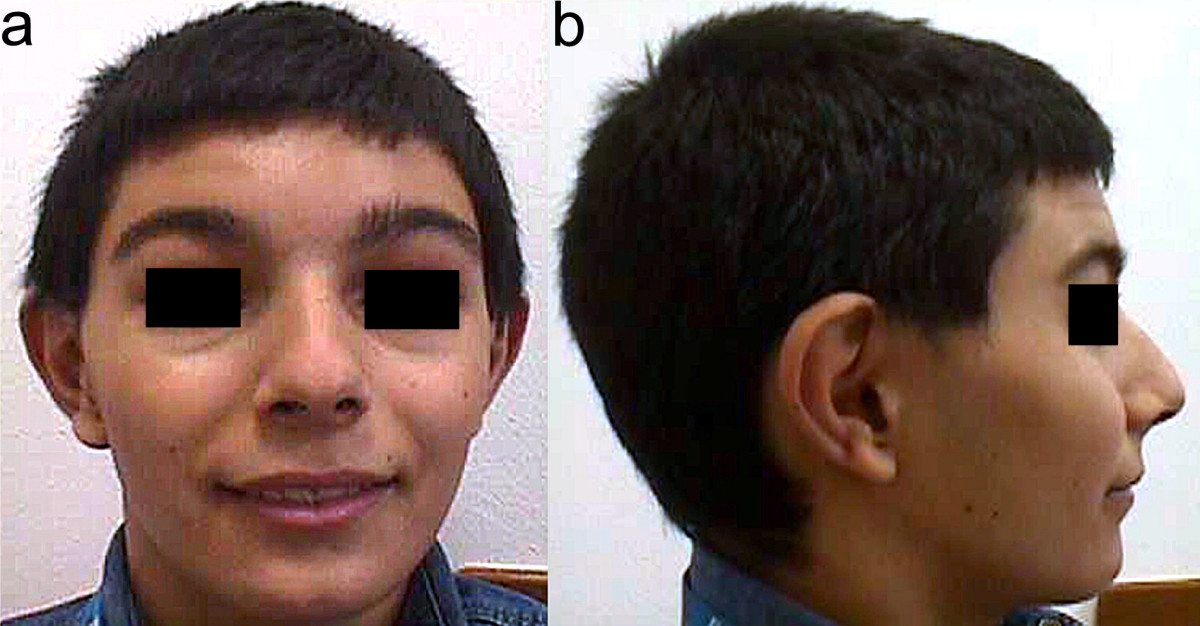
Patient atteint de KBG

Le syndrome KBG (où KBG sont les initiales des noms de famille des 3 premières familles où ce syndrome a été diagnostiqué) est caractérisé par une macrodontie des incisives centrales supérieures, des éléments dysmorphiques particuliers, une petite taille, des anomalies squelettiques et des anomalies neurologiques incluant une épilepsie, un retard développemental et une déficience intellectuelle. Le syndrome KBG est dû à des mutations hétérozygotes dans le gène ANKRD11 sur le chromosome 16q24.

## Historique
Jürgen Herrmann et Philip Pallister décrivirent en 1975 deux familles dont plusieurs individus présentent une petite taille, des caractères faciaux particuliers tels qu'un télécanthus, des fentes palpébrales larges, une brachycéphalie, une macrodontie, une déficience intellectuelle et des anomalies.
Jusqu'en 2006, environ 45 patients de 26 familles différentes étaient décrits.